# Liste in Saudi Arabien vorhandener Dampflokomotiven
Dies ist eine Liste erhaltener Dampflokomotiven auf dem Gebiet von Saudi-Arabien.
Alle erhaltenen Dampflokomotiven stammen von der Hedschasbahn (Damaskus – Amman – Medina) und weisen demgemäß deren Spurweite auf.

## Spurweite 1050 mm
| Foto         | Nummer oder Name | Bauart / Achsfolge | Hersteller        | Fabrik- nr. | Baujahr | Historie                                                                                                | Eigentümer / Betreiber / Strecke | Standort      | Bemerkungen                                         |
| ------------ | ---------------- | ------------------ | ----------------- | ----------- | ------- | --- | -------------------------------- | ------------- | --------------------------------------------------- |
|              | Hedschasbahn 17  | C n2t              | Krauss-München    | 5238        | 1904    | Hedjaz-Bahn „22“ (2001, 2007 a vh als Wrack in Hedia)                                                   |                                  | Hedia         | umgestürzt                                          |
|              | Hedschasbahn 54  | 1‘C                | Hartmann/Chemnitz | 3094        | 1907    | Alte Nummer 49                                                                                          | Eisenbahnmuseum Medina           | Medina        | restauriert, war um 2010 einige Jahre betriebsfähig |
| Madain Saleh | Hedschasbahn 60  | 1‘C                | Arnold Jung       | 964         | 1906    | Hedjasbahn „31“ „60“ /19xx Eisenbahnmuseum Mada'in Salih [Saudi-Arabien] (04.2002, 01.2008, 03.2008 vh) | Eisenbahnmuseum Mada'in Salih    | Mada'in Salih | teilrestauriert                                     |
|              | Hedschasbahn 101 | 1‘D                | Hartmann/Chemnitz | 3461        | 1910    | Alte Nummer 76                                                                                          | Eisenbahnmuseum Medina           | Medina        | ansatzweise restauriert                             |
|              | Hedschasbahn 105 | 1‘D                | Hartmann/Chemnitz | 3465        | 1910    | Alte Nummer 80                                                                                          | Eisenbahnmuseum Medina           | Medina        | betriebsfähig                                       |
|              | Hedschasbahn 106 | C n2t              | Tubize            | 877         | 1893    | ex Damas Hama and Prolongement                                                                          | Eisenbahnmuseum Tabuk            | Tabuk         | restauriert                                         |
|              | Hedschasbahn 111 | 1‘D                | Hartmann/Chemnitz | 3546        | 1911    | Alte Nummer 86                                                                                          | Eisenbahnmuseum Medina           | Medina        | teilweise restauriert, aber nicht komplettiert      |
|              | Hedschasbahn 151 | 1‘D                | SLM               | 2286        | 1912    | Alte Nummer 88, in Al Mudarra explodiert                                                                | Eisenbahnmuseum Medina           | Medina        | restauriert und aufgeschnitten                      |
|              | Hedschasbahn 157 | 1‘D                | SLM               | 2292        | 1912    | Alte Nummer 94                                                                                          |                                  | Al Mudarra    | Wrack                                               |
|              | Hedschasbahn 158 | 1‘D                | SLM               | 2293        | 1912    | Alte Nummer 95                                                                                          |                                  | Medina        | [ 11 ]                                              |

## Galerie
Bei den nachfolgenden Dampflokbildern aus Saudi-Arabien ist keine konkrete Zuordnung zwischen Lokomotividentität und Bild herstellbar.

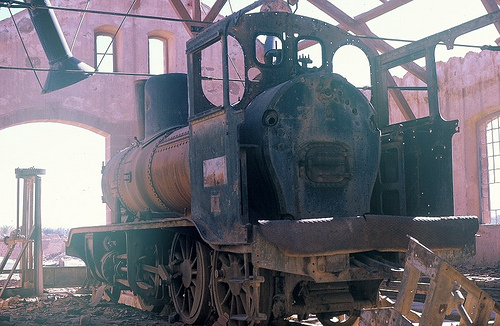
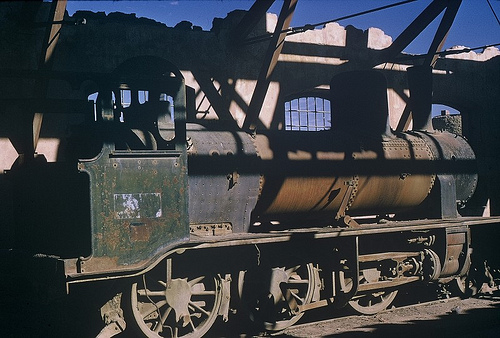
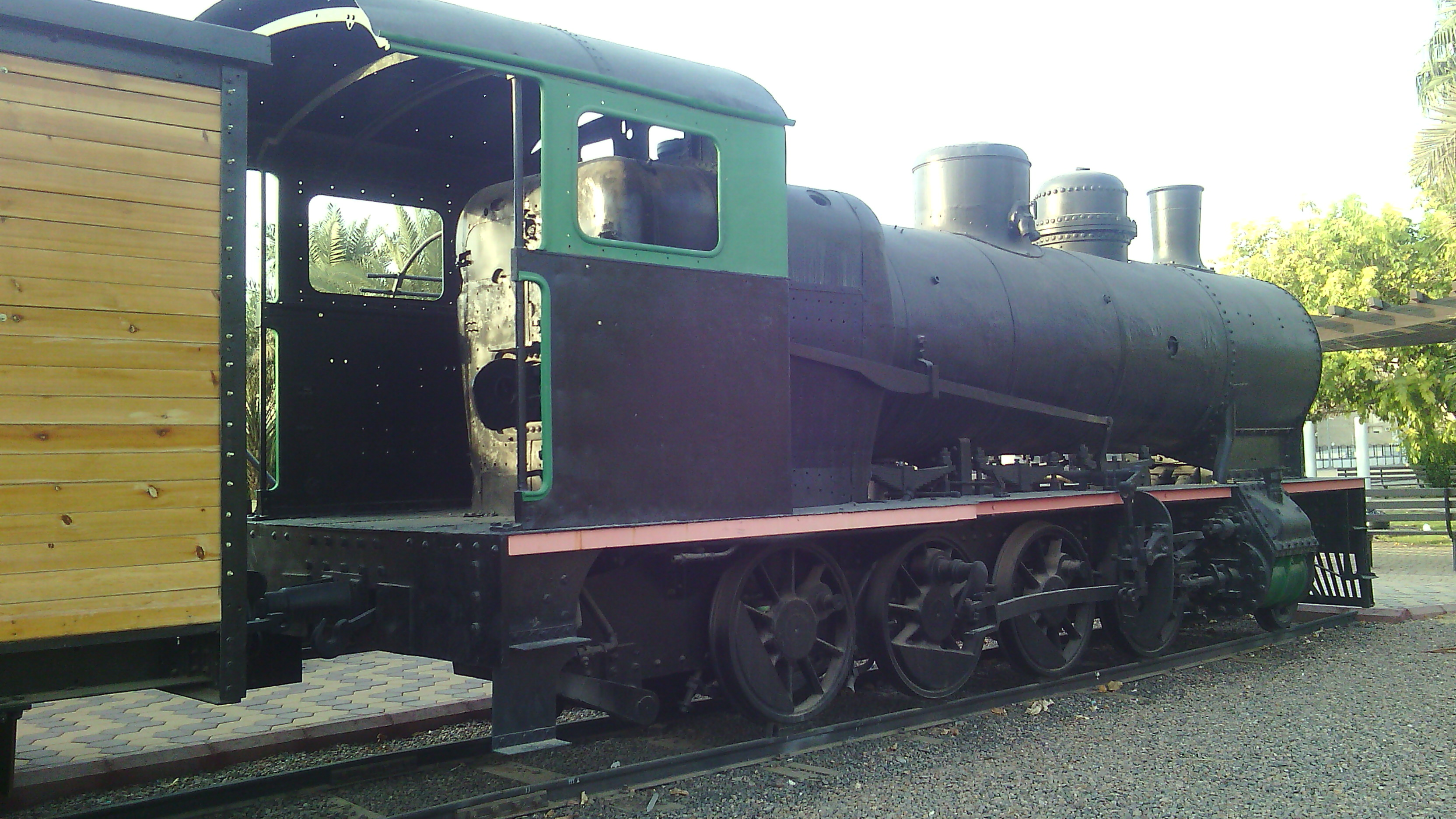
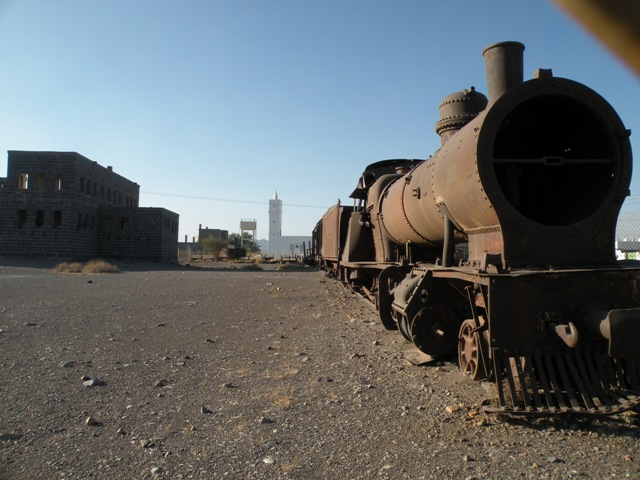
Dil' al Kharwa'
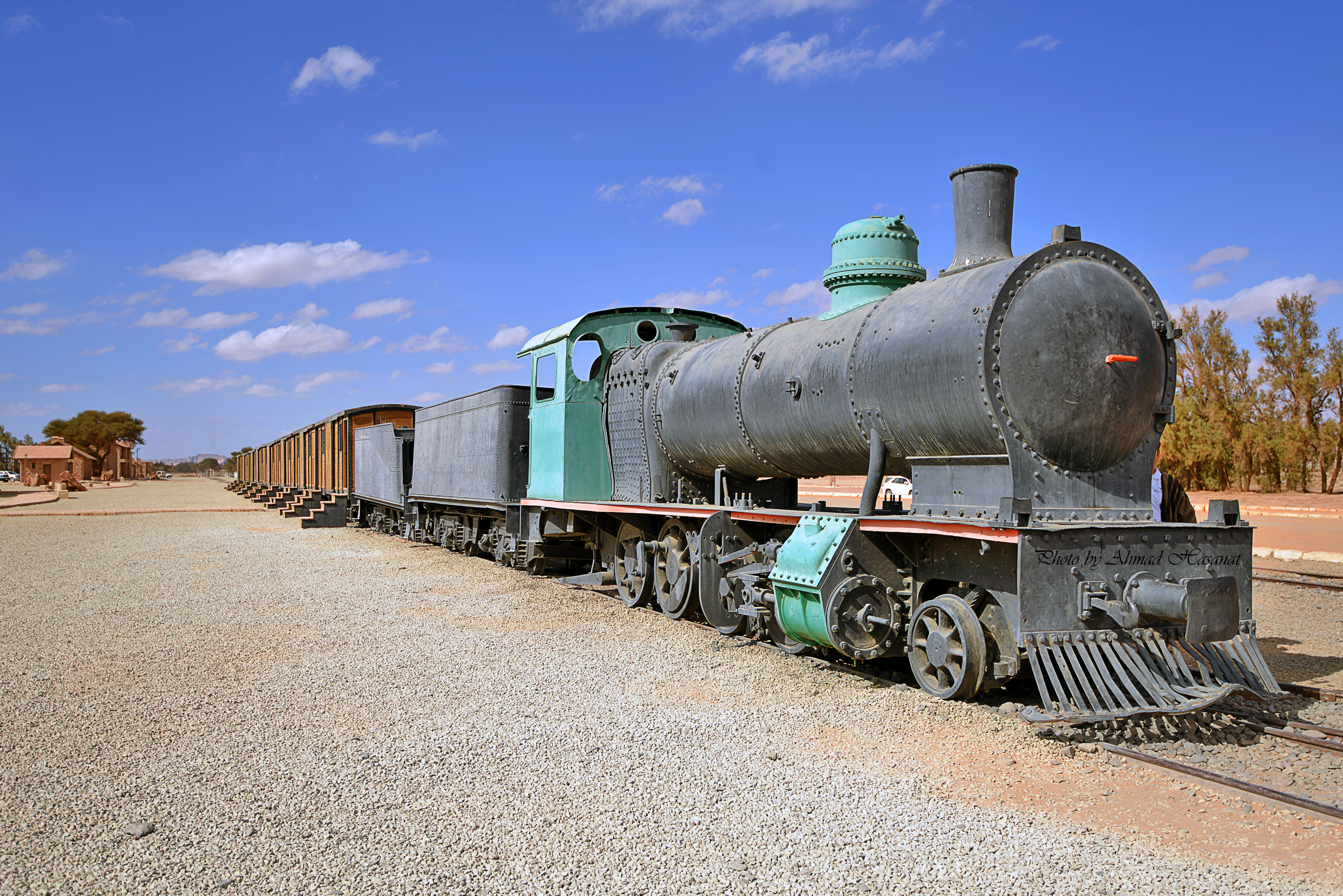
Mada'in Salih